# Chelodina kurrichalpongo
Chelodina kurrichalpongo is een schildpad uit de familie slangenhalsschildpadden (Chelidae). 

## Naam en indeling
De wetenschappelijke naam van de soort werd voor het eerst voorgesteld door Mehdi Joseph-Ouni, William Patrick Mccord, John Cann en Ian Smales in 2019. Oorspronkelijk werd de wetenschappelijke naam Macrochelodina kurrichalpongo gebruikt. In veel literatuur wordt de schildpad nog niet vermeld. 
De soortaanduiding kurrichalpongo is vernoemd naar de gelijknamige zwarte rotsslang uit de Droomtijd, ds de mythologie van de Australische Aborigines.

## Uiterlijke kenmerken
De schildpad heeft een vrij laag schild dat een ovaal tot peervormig is van de bovenzijde bezien. De schildplaten hebben een ruw oppervlak van kleine putjes. De schildkleur is donkerbruin tot zwart, de kop en poten zijn bruin tot grijs van kleur. Op de kop zijn vaak zwarte vlekjes aanwezig, de kopschubben hebben zwarte randen. 

## Verspreiding en habitat
Chelodina kuchlingi is endemisch in Australië en komt alleen voor in het noordwesten van het land in de staat West-Australië. Over de levenswijze en de habitat is vrijwel niets bekend, waarschijnlijk leeft de schildpad in zoete wateren zoals rivieren en moerassen. . 